# Frank Jonasson
Pour les articles homonymes, voir Jonasson.
Frank Jonasson est un acteur américain né le 14 décembre 1878 à Salt Lake City, Utah (États-Unis), décédé le 17 octobre 1942 à l'hopital Rancho Los Amigos (en) à Downey (Californie États-Unis).

## Filmographie
- 1913 : The Substituted Jewel
- 1914 : The Invisible Power : Sergeant Whitney
- 1914 : The Derelict
- 1914 : The Prison Stain : Walter Gregg
- 1915 : The Tragedy of Bear Mountain
- 1915 : The Girl Detective : (Episode #10)
- 1915 : The Writing on the Wall
- 1915 : Social Pirates
- 1915 : The Thumb Prints on the Safe
- 1915 : Scotty Weed's Alibi
- 1915 : The Vanishing Vases
- 1915 : The Vivisectionist
- 1915 : Mysteries of the Grand Hotel
- 1915 : The Disappearing Necklace
- 1915 : The Barnstormers : Eppstein
- 1915 : When Thieves Fall Out
- 1915 : Under Oath
- 1915 : The Wolf's Prey
- 1915 : The Man on Watch
- 1915 : The Man in Irons
- 1915 : The Dream Seekers : Musician friend
- 1915 : The Pitfall
- 1915 : Stingaree de James W. Horne : Inspector Kilbride / Vanheimert / Governor / Bishop Methuen
- 1916 : The Corsican Sisters
- 1916 : The Girl from Frisco : Ace Brent, Barbara's Father
- 1916 : The Fighting Heiress : Ace Brent
- 1916 : The Turquoise Mine Conspiracy : Ace Brent
- 1916 : The Oil Field Plot : Ace Brent
- 1916 : Tigers Unchained : Ace Brent
- 1916 : The Ore Plunderers : Ace Brent
- 1916 : The Treasure of Cibola : Ace Brent
- 1916 : Trafiquants d'armes à Cuba (The Gun Runners) de James W. Horne : Ace Brent
- 1916 : A Battle in the Dark : Ace Brent
- 1916 : The Web of Guilt : Ace Brent
- 1916 : The Reformation of Dog Hole : Ace Brent
- 1916 : The Yellow Hand : Ace Brent
- 1916 : The Harvest of Gold : Ace Brent
- 1916 : The Son of Cain : Ace Brent
- 1916 : The Witch of the Dark House : Ace Brent
- 1916 : The Mystery of the Brass Bound Chest : Ace Brent
- 1916 : The Fight for Paradise Valley : Ace Brent
- 1916 : Border Wolves : Ace Brent
- 1916 : The Poisoned Dart : Ace Brent
- 1916 : The Stain of Chuckawalla : Ace Brent
- 1916 : On the Brink of War : Ace Brent
- 1917 : The Vulture of Skull Mountain
- 1917 : The False Prophet : Ace Brent
- 1917 : The Resurrection of Gold Bar : Ace Brent
- 1917 : The Homesteaders' Feud : Ace Brent
- 1917 : The Wolf of Los Alamos : Ace Brent
- 1917 : The Dominion of Fernandez : Ace Brent
- 1917 : The Black Rider of Tasajara
- 1917 : The Fate of Juan Garcia
- 1917 : The Skeleton Canyon Raid
- 1917 : The Trapping of Two-Bit Tuttle
- 1917 : The Vanished Line Rider
- 1917 : The Pot o' Gold
- 1917 : Sagebrush Law
- 1917 : The Further Adventures of Stingaree : The Governor
- 1919 : The Midnight Man de James W. Horne : John Gilmore
- 1920 : The Sins of St. Anthony : Lorenzo Pascal
- 1920 : What Happened to Jones de James Cruze : Anthony Goodley
- 1920 : A Full House : King
- 1922 : Riders of the Law : Ace Brokaw
- 1924 : What Three Men Wanted
- 1924 : Le Capitaine Blake (The Fighting Coward) de James Cruze : Rumbo
- 1924 : Les Gaietés du cinéma (Merton of the Movies) de James Cruze : Henshaw
- 1925 : À la dérive (The Top of the World) de George Melford : Joe
- 1925 : The Movies : The Director
- 1926 : Vaincre ou mourir (Old Ironsides) de James Cruze : Pirate Captain
- 1930 : Cock o' the Walk : Pedro
- 1930 : The Big Fight : Berrili